# Yirise
Yirise (Grieks: Γύρισε) is een melancholisch Grieks lied dat gaat over iemand die zijn meisje is kwijtgeraakt, en die wil dat zij terugkeert. Dramatisch wordt weergegeven, dat de zanger er bitter en triest door is, en dat hij door verlangen overmand wordt. De woorden van het lied zijn van Yiannis Vellas. Zowel in Griekenland als op Cyprus is het lied bekend.
Het refrein van het lied luidt:
Γύρισε σε περιμένω γύρισε (Yirise, se perimeno, yirise)  keer terug, ik wacht op je, keer terug
Μίκρουλα μου κοπέλα (mikroula mou kopela) mijn kleine meisje
έλα έλα έλα (ela, ela, ela) kom toch (3x)
Er is ook een Hebreeuwse versie van het lied, Irissim, dat onder meer door Ofra Haza werd gezongen. De Hebreeuwse versie heeft een heel andere betekenis dan de Griekse, maar qua klanken komen de liederen grotendeels overeen. Ofra zong het ook samen met de Griekse zangeres Glykeria, waarbij Ofra de Hebreeuwse versie zong, het refrein door Ofra en Glykeria samen in het Hebreeuws gezongen werd, en Glykeria de Griekse versie van het lied zong.